# Rockman.EXE WS
Rockman.EXE WS (ロックマンエグゼ WS au Japon) est un jeu d'action-plates-formes sur WonderSwan Color sorti au Japon en 2003. Il fait partie de la série dérivée Mega Man Battle Network et est plutôt un jeu dans la veine de Mega Man Network Transmission , plutôt qu'un jeu de rôle,.

## Réception
Rockman.EXE WS a reçu une note de 26 sur 40 de la part d'un panel de quatre critiques dans le magazine japonais Famitsu. Lucas M. Thomas et Craig Harris du site IGN ont préféré ce jeu non-traduit, au jeu Mega Man Battle Chip Challenge sorti sur WonderSwan Color, mais aussi sur Game Boy Advance en Occident. Jeremy Parish du site 1UP.com convient que Rockman.EXE WS est meilleur, mais le désigne quand même comme « une excuse assez terrible pour un jeu de Mega Man, semblable au concept de Battle Network, mais incroyablement pire »,.